# Hoa hậu Hoàn vũ 1974
Hoa hậu Hoàn vũ 1974 là cuộc thi Hoa hậu Hoàn vũ thứ 23 được tổ chức tại thành phố Manila, Philippines. Đây là lần đầu tiên trong lịch sử cuộc thi được tổ chức ở châu Á. Cuộc thi có 65 thí sinh tham dự với chiến thắng thuộc về người đẹp Amparo Munoz, đến từ Tây Ban Nha.

## Kết quả

### Thứ hạng
| Kết quả              | Thí sinh |
| -------------------- | --- |
| Hoa hậu Hoàn vũ 1974 | - Tây Ban Nha – Amparo Muñoz † |
| Á hậu 1              | - Wales – Helen Morgan |
| Á hậu 2              | - Phần Lan – Johanna Raunio |
| Á hậu 3              | - Colombia – Ella Cecilia Palacios |
| Á hậu 4              | - Aruba – Maureen Ava Vieira |
| Top 12               | - Úc – Yasmin May Nagy - Anh – Kathleen Ann Anders - Ấn Độ – Shailini Bhavnath Dholakia - Panama – Jazmine Nereida Panay - Philippines – Guadalupe Sanchez - Puerto Rico – Sonia Maria Stege - Hoa Kỳ – Karen Morrison |

### Thứ tự gọi tên
| 1. Anh 2. Úc 3. Panama 4. Phần Lan 5. Tây Ban Nha 6. Hoa Kỳ 7. Colombia 8. Wales 9. Ấn Độ 10. Aruba 11. Philippines 12. Puerto Rico | 1. Tây Ban Nha 2. Aruba 3. Wales 4. Phần Lan 5. Colombia |

## Các giải thưởng đặc biệt
| Giải thưởng                 | Thí sinh                      |
| --------------------------- | ----------------------------- |
| Trang phục dân tộc đẹp nhất | - Hàn Quốc – Kim Jae-kyu      |
| Hoa hậu Thân thiện          | - Iceland – Anna Bjornsdóttir |
| Hoa hậu Ảnh                 | - Phần Lan – Johanna Raunio   |
| Hoa hậu Siêu mẫu            | - Pháp – Louise Le Calvez     |

## Hội đồng giám khảo
| - Dana Andrews – diễn viên điện ảnh người Mỹ - Edilson Cid Varela - Peggy Fleming – cựu vận động viên trượt băng nghệ thuật người Mỹ - José Greco – vũ công và biên đạo múa flamenco người Mỹ gốc Ý - Kyoshi Hara - Stirling Moss – tay đua công thức một người Anh | - Alysa Pashi - Carlos Peña Rómulo – Cựu Chủ tịch Đại Hội đồng Liên Hợp Quốc 1985 - Leslie Uggams – nữ diễn viên và ca sĩ người Mỹ - Jerry West – cựu cầu thủ và giám đốc điều hành bóng rổ người Mỹ - Earl Wilson – nhà báo người Mỹ, chuyên mục tin đồn, và tác giả - Gloria Diaz – Hoa hậu Hoàn vũ 1969 đến từ Philippines |

## Thí sinh tham gia
| - Argentina - Leonor Guggini Celmira - Aruba - Maureen Ava Vieira - Úc - Yasmin May Nagy - Áo - Eveline Engleder - Bahamas - Agatha Elizabeth Watson - Bỉ - Anne-Marie Sophie Sikorski - Bermuda - Joyce Ann De Rosa - Bolivia - Teresa Isabel Callau - Brazil - Sandra Guimaraes De Oliveira - Canada - Deborah Tone - Chile - Jeannette Rebecca Gonzalez - Colombia - Ella Cecilia Escandon Palacios - Costa Rica - Rebeca Montagne - Curaçao - Catherine Adelle De Jongh - Síp - Andri Tsangaridou - Cộng hòa Dominica - Jacqueline Candina Cabrera - El Salvador - Ana Carlota Araujo - Anh - Kathleen Ann Celeste Anders † - Phần Lan - Johanna Raunio - Pháp - Louise Le Calvez - Đức - Ursula Faustle - Hy Lạp - Lena Kleopa - Guam - Elizabeth Clara Tenorio - Hà Lan - Nicoline Maria Broeckx - Honduras - Etelinda Mejia Velasquez - Hồng Kông - Trương Văn Anh - Iceland - Anna Bjornsdottir - Ấn Độ - Shailini Bhavnath Dholakia - Indonesia - Nia Kurniasi Ardikoesoema † - Ireland - Yvonne Costelloe - Israel - Edna Levy - Ý - Loretta Persichetti - Jamaica - Lennox Anne Black | - Nhật Bản - Eriko Tsuboi - Hàn Quốc - Kim Jae-kyu - Liban - Laudy Salim Ghabache - Liberia - Maria Yatta Johnson - Luxembourg - Giselle Anita Nicole Azzeri - Malaysia - Lily Chong - Malta - Josette Pace - Mexico - Guadalupe Del Carmen Elorriaga Valdez - Nicaragua - Fanny Duarte De Leon Tapia - New Zealand - Dianne Deborah Winyard - Panama - Jazmine Nereida Panay - Paraguay - Maria Angela Zulema Medina - Philippines - Guadalupe Cuerva Sanchez - Bồ Đào Nha - Anna Paula Machado Moura - Puerto Rico - Sonia Maria Stege Chardon - Scotland - Catherine Robertson - Senegal - Thioro Thiam - Singapore - Angela Teo - Tây Ban Nha - Amparo Muñoz † - Sri Lanka - Melani Irene Wijendra - Suriname - Bernadette Werners - Thụy Điển - Eva Christine Roempke - Thụy Sĩ - Christine Lavanchy - Thái Lan - Benjamas Ponpasvijan - Trinidad và Tobago - Stephanie Lee Pack - Thổ Nhĩ Kỳ - Simiten Gakirgoz - Uruguay - Mirta Grazilla Rodriguez - Hoa Kỳ - Karen Jean Morrison - Venezuela - Neyla Moronta - Quần đảo Virgin (Mỹ) - Thelma Yvonne Santiago - Wales - Helen Elizabeth Morgan - Nam Tư - Nada Jovanovsky |

## Chú ý

### Lần đầu tham gia
- Indonesia
- Liberia
- Senegal

### Trở lại
- Lần cuối tham gia vào năm 1970:
  -  Nam Tư
- Lần cuối tham gia vào năm 1972:
  -  Bahamas
  -  Iceland

### Bỏ cuộc
- Đan Mạch – Jane Moller
- Na Uy – Solveig Boberg

### Đổi tên
Ceylon bắt đầu tham gia với tên gọi Sri Lanka